# Gellert Ensemble
Das Gellert Ensemble ist ein auf historische Aufführungspraxis der Musik des 18. und frühen 19. Jahrhunderts spezialisiertes Ensemble (Chor und Orchester).

## Geschichte
Seit 2015 finden sich Musiker aus Mitteldeutschland unter der musikalischen Leitung von Andreas Mitschke zusammen, um professionelle, historische Aufführungspraxis zu realisieren und Ausgrabungen aus der Zeit nach Johanns Sebastian Bachs Zeit als Thomaskantor dem Publikum bekannt zu machen.
Durch den Kontakt und Austausch mit Forschungsstellen wie dem Bach-Archiv Leipzig wird dem aktuellen wissenschaftlichen Kenntnisstand dabei Rechnung getragen. Kernrepertoire des Ensembles bilden Werke mitteldeutscher Komponisten. Dieses reiche kulturelle Erbe auf höchstem Niveau lebendig zu halten und durch Einspielungen und Auftritte zu präsentieren, ist erklärtes Ziel des Gellert Ensembles. Der Fokus liegt aktuell auf Einspielungen und Aufführungen von Werken Georg Philipp Telemanns, Gottlob Harrers und Georg Anton Bendas.
Auftakt der musikalischen Arbeit bildeten Konzerte u. a. im Leipziger Gewandhaus, zum Reformationsjubiläums in Wittenberg und eine Johannespassion mit dem Ensemble amarcord.
Für den Reformationstag 2018 wurde das Ensemble von der Leipziger Thomaskirche zu einer Aufführung des Messiah von Georg Friedrich Händel eingeladen und brachte dabei erstmals in Deutschland die neu im Verlag Breitkopf & Härtel erschienene kritische Neuausgabe, herausgegeben von Malcolm Bruno, zur Aufführung. Dieses Konzert wurde vom Deutschlandfunk Kultur aufgenommen und im Dezember 2018 ausgestrahlt.
Im November 2019 präsentierte das Ensemble den Erstdruck des Requiem c-Moll von Francesco Durante ebenfalls in der Leipziger Thomaskirche.
Für 2022 wurde das Gellert Ensemble zu Konzerten beim Deutschen Chorfest, dem MDR Musiksommer, dem Lausitzer Musiksommer und zu einer Konzertreise nach Gdańsk, Vilnius und Berlin eingeladen. 
Im Winter 2023 erschien die Debüt-CD des Ensembles mit der Einspielung von Johann Christoph Friedrich Bachs: Die Auferweckung des Lazarus. Diese wurde auf die Longlist (1/2023) für den Preis der Deutschen Schallplattenkritik aufgenommen.

## Auszeichnungen
Die Debüt-CD wurde 1/2023 auf der Longlist für den Preis der deutschen Schallplattenkritik aufgenommen.

## Diskografie
- 2022: Johann Christoph Friedrich Bach: Die Auferweckung des Lazarus. Genuin classics.